# カラクッコ
カラクッコ(kalakukko)はライ麦粉で練り上げた生地に、薄切りにした豚ばら肉あるいはベーコンと魚を段々に重ねてから生地で包み込み、オーブンで5～7時間ほど焼き上げたフィンランド東部、サヴォ地方にあるクオピオ由来の郷土料理である。中に詰める魚には、フィンランドでは“ムイック”(muikku)と呼ばれているモトコクチマス(学名Coregonus albula)というサケ類に属する魚の他、“アハヴェン”(ahven)と呼ばれているヨーロピアンパーチやサケなどが用いられる。
長時間火を通すことによって中の骨は柔らかくなっており、肉のラードが保存食としての役目を果たしている。焼きたてのカラクッコは中のラードが溶けているので、上部をくり抜いて食べる。冷めたカラクッコも食べられ、その際は輪切りにして出されることが多い。元々は木こりの携行食であり、サイズも大きい。
カラクッコは2003年2月に、伝統的特産品保護(TSG)に認定された。

## 名前の由来

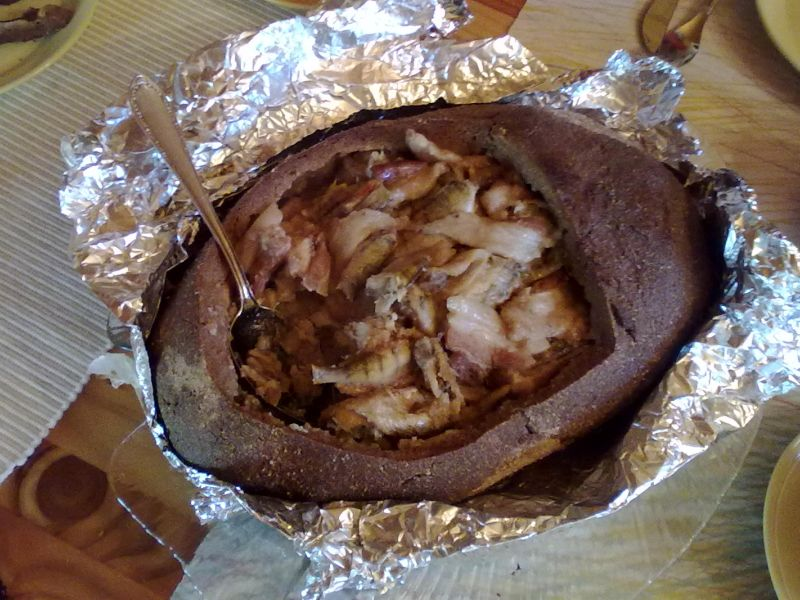
カラクッコの中身

フィンランド語でカラクッコの“kala”は魚、“kukko”は雄鳥(cooks)を意味する。なぜこのような名前になったのかは不明である。一説にはオーブンの余熱を利用して夜間に焼き上げる所が卵の孵化を思わせることから名付けられたのではと言われている。一方で、ハンザ同盟の商人との交易によって、ドイツ語で広義の“ケーキ”を意味する“クーヘン”(Kuchen)という言葉が入って、それがフィンランド語で“クッコ”になり、「魚のケーキ」を意味する言葉になったという説もある。ほかにも諸説ある。
なお、豚肉を用いずムイックのみを用いたクッコはムイッククッコ(muikkukukko)と呼ばれる。

## バリエーション
パンのように包むのではなく、鍋の縁に生地を貼り付け、具材を重ねて焼き上げる形式のクッコは“鍋”(pata)のクッコという意味の“パタクッコ”(patakukko)という料理になる。
北カレリア地方では“ランットゥ”(lanttu)と呼ばれるルタバガが入った“ランットゥクッコ”(lanttukukko)がある。また、肉(リハ)やジャガイモが入ったクッコは“リハクッコ”(lihakukko)と呼ばれる。